# 15840 Hiroshiendou
15840 Hiroshiendou eller 1995 KH1 är en asteroid i huvudbältet som upptäcktes den 31 maj 1995 av den japanske amatörastronomen Tomimaru Okuni vid Nanyō-observatoriet. Den är uppkallad efter amatörastronomen Hiroshi Endou.
Asteroiden har en diameter på ungefär 6 kilometer och den tillhör asteroidgruppen Gefion.